# Eumeces
Eumeces és un gènere de sauròpsids (rèptils) de la família dels escíncids. Aquest gènere el componen cinc espècies que viuen a Àfrica i l'Orient Pròxim.
El gènere fou descrit al segle xix. Recentment s'han publicat dues revisions taxonòmiques que han arribat a la mateixa conclusió: es tracta d'un tàxon parafilètic que s'hauria de separar en diversos gèneres diferents. Griffith et al. (2000) suggeriren que l'espècie tipus d'Eumeces, E. pavimentatus (considerats per molts una subespècie d'Eumeces schneideri), s'hauria de transferir a Lacerta fasciata, de manera que el nom genèric Eumeces quedaria amb el clade més ric en espècies.

## Taxonomia
- Eumeces algeriensis, Peters 1864.
- Eumeces blythianus, Anderson 1871.
- Eumeces cholistanensis, Masroor 2009.
- Eumeces indothalensis, Khan & Khan 1997.
- Eumeces schneideri, Daudin 1802.